# Pravoslavné církve v Rakousku

Pravoslavná církev v Rakousku je souhrnné označení všech křesťanských církví pravoslavného vyznání, které jsou činné v Rakousku. Ne všechny církve mají vlastní národní eparchie. Nejvyšším grémiem je Pravoslavná biskupská konference v Rakousku. Většina církví vstoupila do Ekumenické rady církví v Rakousku.

## Církve pravoslavného ritu v Rakousku
- Etiopská pravoslavná církev - Tewahedo (typ: orientální pravoslaví), sídlo: Řím, obce: Vídeň a Štýrský Hradec
- Arménská apoštolská církev v Rakousku (typ: orientální pravoslaví), sídlo: Vídeň, arcibiskup: Mesrob Krikorian, obce: Vídeň, Horní Rakousko, Štýrsko
- Bulharská pravoslavná církev (eparchie pro střední a západní Evropu, typ: autokefální pravoslaví), sídlo: Berlín, metropolita: Simeon, obec: Vídeň,[1]
- Gruzínská pravoslavná církev v Rakousku, Vídeň, Štýrský Hradec (cca 270 členů)[2]
- Řecká pravoslavná metropolie v Rakousku – ekumenický patriarchát v Konstantinopoli (typ: východní pravoslaví), sídlo: Vídeň, obce: Vídeň (2), Štýrský Hradec, Korutany, Linec,  Štýrský Hradec, Innsbruck a Bregenz
- Řecká pravoslavná církev – antiochijský patriarchát (antiochijská "novořímská" pravoslavná církev typ: orientální pravoslaví), metropolie: Metropolie pro Německo a Střední Evropu, sídlo: Kolín nad Rýnem, metropolita Isaak Barakat, obec: Vídeň, cca 1000 členů
- Indická pravoslavná církev v Rakousku (typ: orientální pravoslaví), zahrnuje Malankarskou pravoslavnou syrskou církev (autokefální, cca 50 rodin) a Malankarskou syrskou pravoslavnou církev (sjednocenou se syrskou pravoslavnou církví), furní duchovní správa ve Vídni
- Koptská pravoslavná církev (typ: orientální pravoslaví), sídlo: Vídeň, biskup: Anba Gabriel, členové: cca 5000, od roku 2003 státem uznávaná. 1 klášter v Obersiebenbrunnu, chrámy ve Vídni, Štýrském Hradci, Celovci, Linci a Brucku n. Murem, obec bez chrámu v Innsbrucku, také pro Kopty v Německé části Švýcarska.
- Rumunská pravoslavná církev (metropolie pro Německo, střední a severní Evropu, typ: autokefální pravoslaví), sídlo: Norimberk, metropolita: Serafim Joantă, obce: Vídeň, Oberpullendorf, Celovec,[3] Sv. Hypolit, Vídeňské Nové Město, Linec, Salcburk,[4] Štýrský Hradec, Knittelfeld, Neudau, Innsbruck, členové:
- Ruská pravoslavná církev v Rakousku, eparchie vídeňská a celého Rakouska, sídlo: Vídeň, biskup: Marik Golokov, zástupce moskevského patriarchy, obce: Vídeň, Linec, Salcburk, Štýrský Hradec
- Srbská pravoslavná církev v Rakousku, eparchie rakousko-švýcarská, sídlo: Vídeň, biskup: Irinej Bulović, obce:[5] Vídeň (3), Celovec, Sv. Hypolit, Tulín, Víd. Nové Město, Linec, Gmunden, Enns, Salcburk,[6] Saalfelden,[7] Štýrský Hradec, Innsbruck (mit Kirche in Reutte/Breitenwang),[8] Kufstein, Bregenz
- Syrská pravoslavná církev v Rakousku, sídlo: ?, biskup: Dionysios İsa Gürbüz (Patriarchální vikariát pro Švýcarsko a Rakousko), cca 4 000 věřících

Mateřské fary Řecké pravoslavné (patriarchát konstantinopolský), Srbské pravoslavné (srbská-řecká-orientální), Rumunské řecké orientální (Rumunská pravoslavná), Ruské pravoslavné a Bulharské pravoslavné církve jsou sjednocené v Řecké orientální církvi v Rakousku, Arménská apoštolská, Koptská pravoslavná a Syrská pravoslavná církev v Orientální pravoslavné církvi. Obě tyto skupiny zahrnují zákonem uznané církve (veřejněprávné Körperschaften) pravoslavného ritu v Rakousku.